# Гурішоара
Гурішоара (рум. Gurișoara) — село у повіті Вилча в Румунії. Входить до складу комуни Міхеєшть.
Село розташоване на відстані 164 км на північний захід від Бухареста, 12 км на захід від Римніку-Вилчі, 89 км на північ від Крайови, 126 км на південний захід від Брашова.

## Населення
За даними перепису населення 2002 року у селі проживали 553 особи.
Національний склад населення села:
| Національність | Кількість осіб | Відсоток |
| -------------- | -------------- | -------- |
| румуни         | 515            | 93,1%    |
| цигани         | 38             | 6,9%     |

Рідною мовою назвали:
| Мова      | Кількість осіб | Відсоток |
| --------- | -------------- | -------- |
| румунська | 516            | 93,3%    |
| циганська | 37             | 6,7%     |